# Südliche Zartschrecke
Die Südliche Zartschrecke (Leptophyes laticauda) gehört innerhalb der Unterordnung der Langfühlerschrecken zur Unterfamilie der Sichelschrecken.

## Merkmale
Die Südliche Zartschrecke ähnelt im Körperbau der Punktierten Zartschrecke. Ihr Hinterleib ist dick, der Halsschild sattelförmig. Ihre Flügel sind stark verkürzt und die bräunlichen Fühler etwa körperlang. Die Grundfarbe ist hellgrün. Vom Auge bis zum Hinterrand des Halsschildes zieht sich ein hellgelbes Band. Der Körper ist mit kleinen dunklen Punkten besetzt und erscheint dadurch dunkler. Die Flügel sind rotbraun, die Unterschenkel aller Beinpaare sind von hellbrauner Farbe. Auf der Oberseite des Hinterleibs befindet sich ein breites, braunes bis violettes Längsband, das oft aus auf einzelnen Segmenten liegenden dunklen Dreiecken besteht. Die Cerci des Männchens verlaufen gerade nach hinten und sind an der Spitze hakenartig gebogen. Das Weibchen besitzt einen 12 Millimeter langen, gebogenen Legebohrer. Beide Geschlechter erreichen eine Länge von 16 bis 20 Millimetern. Damit ist die Südliche Zartschrecke die größte Art der Gattung Leptophyes.

## Lebensweise und Verbreitung
Die Südliche Zartschrecke findet man vorwiegend auf ihren Nahrungspflanzen Brombeeren und Brennnessel. Sie lebt an schattigen und feuchten Waldrändern. Ihr Verbreitungsgebiet erstreckt sich von Kroatien über das italienische Alpenvorland und die südliche Schweiz nach Graubünden und Tessin, wo sie häufig auftritt, im Süden bis in die Provence. Die Imagines treten von Juli bis September auf.